# Джарджу, Эбрима
Эбрима Джарджу (англ. Ebrima Jarju; род. 16 марта 1998, Wellingara, Западный район) — гамбийский футболист, вратарь клуба «Пайде» и национальной сборной Гамбии.

## Карьера

### «Реал» Банжул

#### Начало карьеры
Воспитанник футбольной академии габонского клуба «Ламин Юнайтед». В 2015 году футболист стал выступать за банжульский «Реал» в гамбийском чемпионате. В сезоне 2019 года футболист стал капитаном клуба. Вместе с клубом футболист неоднократно становился призёром чемпионата, а также Кубка Гамбии и Суперкубка Гамбии. За время выступления в гамбийском клубе футболист также проходил просмотр в французском клубе «Труа», однако, после долгих попыток подписать с европейским клубом контракт, футболист вернулся на родину.

#### Аренда в «Пайде»
В январе 2022 года футболист на правах арендного соглашения присоединился к эстонскому клубу «Пайде», подписав соглашение до конца сезона. Первоначально футболист начинал выступать за вторую команду клуба, за которую дебютировал 7 марта 2022 года против клуба «Тулевик». За основную команду клуба футболист дебютировал 1 мая 2022 года против таллинского клуба «Калев». Вместе с клубом футболист стал обладателем Кубка Эстонии. В июле 2022 года футболист вместе с клубом отправился на квалификационные матчи Лиги конференций УЕФА, однако на поле футболист так и не вышел. В августе 2022 года футболист стал получать больше игровой практики и вскоре стал основным вратарём клуба. По итогу сезона стал бронзовым призёром чемпионата.

### «Пайде»

#### Сезон 2023
В начале 2023 года футболист начинал подготовку к новому сезону с эстонским клубом. Новый сезон футболист начал с матча 26 февраля 2023 года с победы над «Флорой» за Суперкубок Эстонии.  В марте 2023 футболист был полноценно выкуплен у гамбийского клуба, подписав трёхлетний контракт. Первый матч в чемпионате футболист сыграл 5 марта 2023 года против клуба «Нарва-Транс». В июле 2023 года футболист вместе с клубом отправился на квалификационные матчи Лиги конференций УЕФА. Дебютный матч в рамках еврокубкового турнира футболист сыграл 12 июля 2023 года против фарерского клуба Б-36. По итогу ответного матча 20 июля 2023 года фарерский клуб Б-36 оказался сильнее и прошёл в следующий квалификационный раунд. По итогу сезона футболист вместе с клубом завершил чемпионат на итоговом четвёртом месте. На протяжении сезона футболист выступал за клуб в роли одного из ключевых игроков, отличившись 14 «сухими» матчами.

#### Сезон 2024
Новый сезон футболист начал 3 марта 2024 года с матча против клуба «Вапрус». Также футболист стал появляться на поле с капитанской повязкой. Вместе с клубом футболист стал серебряным призёром Кубка Эстонии, где в финале 25 мая 2024 года уступили клубу «ФКИ Левадия». В июле 2024 года футболист вместе с клубом отправился на квалификационные матчи Лиги конференций УЕФА. Первый матч в рамках еврокубкового турнира футболист сыграл 11 июля 2024 года против валлийского клуба «Бала Таун». Вместе с клубом футболист дошёл до третьего квалификационного раунда, где по сумме матчей уступил шведскому клубу «Хеккен». В матче 9 ноября 2024 года против клуба «ФКИ Левадия» футболист отличился результативной передачей. По итогу сезона футболист вместе с клубом стал бронзовым призёром чемпионата.

#### Сезон 2025
Первый матч в новом сезоне футболист сыграл 2 марта 2025 года против клуба «Курессааре». В четвертьфинале Кубка Эстонии 5 марта 2025 года «Пайде» уступило клубу «Нымме Калью», а сам футболист остался на скамейке запасных. В матче 23 апреля 2025 года против клуба «ФКИ Левадия» отличился голевой передачей ударом от ворот. В июле 2025 года вместе с клубом отправился на квалификационные матчи Лиги конференций УЕФА. Первый матч в рамках еврокубкового турнира сыграл 10 июля 2025 года против гибралтарского «Бруно’с Мэгпайс». По итогу второго квалификационного раунда Лиги конференций УЕФА вместе с клубом уступили шведскому клубу АИК, завершив выступление в рамках еврокубкового турнира.            

## Международная карьера
Международную карьеру футболист начал в молодёжных сборных Гамбия до 20 лет и до 23 лет. В марте 2022 года футболист получил вызов национальную сборную Гамбии. Однако за сборную футболист так и не дебютировал. В июне 2024 года футболист вновь получил вызов в национальную сборную. Дебютировал за сборную футболист 8 июня 2024 года в квалификационном матче на чемпионат мира против сборной Сейшельских Островов.

## Достижения
«Реал» Банжул
- Чемпион Гамбии: 2019/20

«Пайде»
- Обладатель Кубка Эстонии: 2021/22
- Обладатель Суперкубка Эстонии: 2023